# Zbigniew Gucwa
Zbigniew Gucwa (* 30. Mai 1986) ist ein ehemaliger polnischer Radrennfahrer.
Zbigniew Gucwa begann seine internationale Karriere 2005 bei dem polnischen Continental Team Paged-MBK-Scout. 2010 gewann er eine Etappe der Tour de Gironde in Braud-St.-Louis und eine Etappe der Tour du Faso.

## Erfolge
2010
- eine Etappe Tour de Gironde
- eine Etappe Tour du Faso

## Teams
- 2005 Paged-MBK-Scout (ab 22.06.)
- 2006 Nobless

- 2010 Albi VS

- 2013 Team Wibatech-Brzeg